# Битви за Цзіньмень

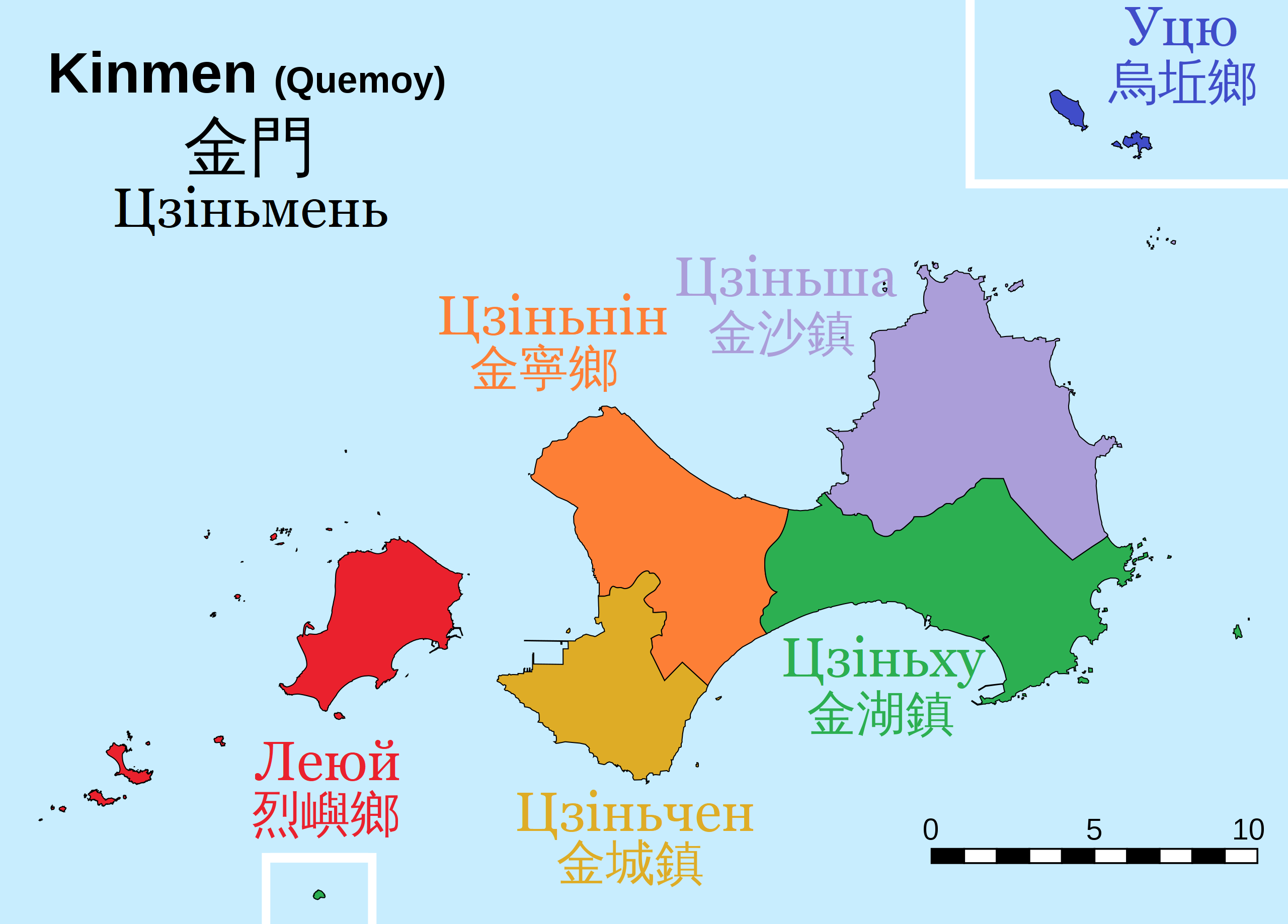
Острови Цзіньмень.

Нижче наведений список битв, що стосуються групи островів Цзіньмень (кит.: 金門群島, «Золоті ворота») в Тайваньській протоці, що наразі перебувають під управлінням Республіки Китай.

## Історія
Принц Лу з південної династії Мін, чинячи опір вторгненням військ династії Цін, у 1651 році втік до островів Цзіньмень. У 1663 році були захоплені цінськими військами.
Материкове китайське місто Сямень знаходиться на відстані артилерійського обстрілу від невеликих островів Цзіньмень. Це один з прифронтових островів між Республікою Китай і Китайською Народною Республікою. Підконтрольний КНР острів Цзіньмень став свідком багатьох битв і напруженості у відносинах між двома країнами протягом усієї холодної війни. І РК, і КНР вважали, що якщо Цзіньмень відійде до КНР, то за ним піде і сам Тайвань.
Фраза «Цзіньмень і Мацзу» стала частиною американської політики на президентських виборах 1960 року. Під час дебатів обидва кандидати, Річард Ніксон і Джон Кеннеді, пообіцяли застосувати американську силу в разі необхідності для захисту РК від вторгнення з материкового Китаю, уряд якого США на той час не визнавали легітимним. Віцепрезидент Ніксон запевняв, що сенатор Кеннеді не буде використовувати американську силу для захисту передових позицій Тайваню — Цзіньменю і Мацзу.
Після того, як Друга криза в Тайванській протоці завершилася безвихіддю, обидві сторони перейшли до практики щоденного обстрілу одна одної снарядами з пропагандистськими листівками. Війська РК на острові продовжували будувати тунелі, бункери та інші підземні споруди. Обидві сторони засилали спецпризначенців для проведення диверсій або нападу на одиноких вартових. Бомбардування остаточно припинилися у 1979 році зі встановленням офіційних дипломатичних відносин між США та КНР.

## Список битв
| Рік       | Назва                             | Результат |
| --------- | --------------------------------- | --- |
| 1949      | Битва за Ґунінтоу                 | Зупинено спробу комуністів захопити острів |
| 1950      | Битва за Дадань                   | 26 липня 1950 року сили РК на острові Дадань, загальною чисельністю 298 солдатів, відбили напад сил Народно-визвольної армії Китаю чисельністю 700 солдатів, які висадилися на острові |
| 1954-1955 | Перша криза у Тайванській протоці | Острови Дачень і Іцзяншань перейшли до складу КНР |
| 1958      | Друга криза у Тайванській протоці | Припинення вогню |
| 1995-1996 | Третя криза у Тайванській протоці | Припинення вогню |